# Téléphérique de Hon Thom
Le Téléphérique de Hon Thom est une remontée mécanique de type téléphérique 3S situé à Phú Quốc au Vietnam. 
Inauguré en 2018, le téléphérique permet de relier l'extrémité sud de l'Ile de Phú Quốc à l'Ile de Hon Thom en survolant le Golfe de Thaïlande pour desservir la station balnéaire de Sun World. Avec une longueur de 7 900 mètres, il s'agit de la plus longue remontée mécanique constituée d'un seul tronçon sans interruption au monde,.